# George Hamilton-Gordon, 2. Baron Stanmore

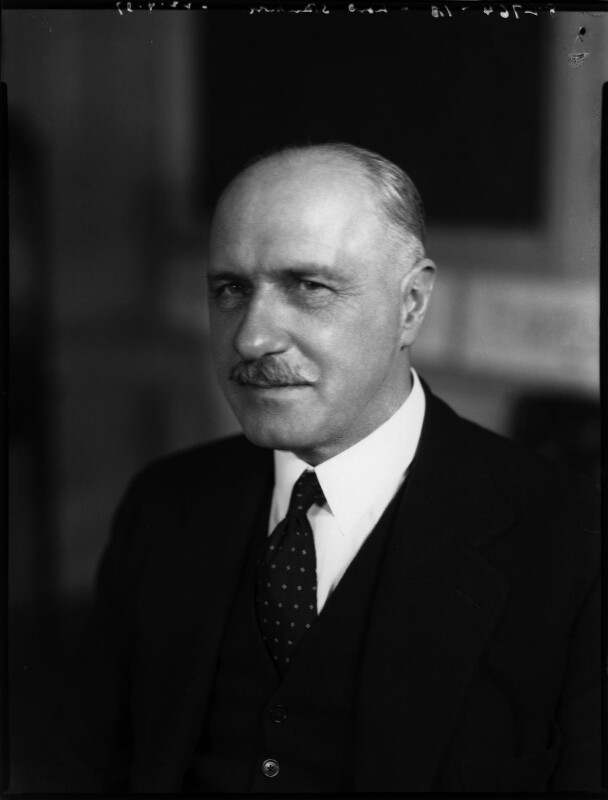
George Hamilton-Gordon, 2. Baron Stanmore (1937)

George Arthur Maurice Hamilton-Gordon, 2. Baron Stanmore, KCVO, PC, KJStJ (* 3. Januar 1871 in Eccelstone Square, London; † 13. April 1957) war ein britischer Politiker der Liberal Party, der als Peer von 1912 bis zu seinem Tode 1957 Mitglied des Oberhauses (House of Lords) war. Er war von 1915 bis 1922 Lord-in-Waiting sowie 1916 und erneut zwischen 1944 und 1946 stellvertretender Sprecher des Oberhauses war. Er fungierte zwischen 1923 und 1944 als Parlamentarischer Geschäftsführer (Chief Whip) der Fraktion der Liberal Party im Oberhaus.

## Leben

### Familiäre Herkunft, Privatsekretär seines Onkels und Offizier
George Arthur Maurice Hamilton-Gordon war das zweite Kind von Arthur Hamilton-Gordon, 1. Baron Stanmore, der unter anderen Vizegouverneur von New Brunswick sowie Gouverneur Neuseelands war und 1893, in der Peerage of the United Kingdom zum Baron Stanmore, of Great Stanmore in the County of Middlesex, erhoben wurde, und dessen Ehefrau Rachel Emily Shaw-Lefevre, Tochter des Unterhausabgeordneten Sir John George Shaw-Lefevre, der zwischen 1856 und 1875 als Clerk of the Parliaments Direktor der Verwaltung des Parlaments des Vereinigten Königreichs war. Seine ältere Schwester Hon. Rachel Nevil Hamilton-Gordon (1869–1947) verstarb unverheiratet.
Nachdem er zwischen 1884 und 1887 das Winchester College besuchte, begann er 1889 ein Studium am Trinity College der Universität Cambridge, welches er 1892 mit einem Bachelor of Arts (B.A.) beendete. Im Anschluss wurde er Privatsekretär seines Onkels George John Shaw-Lefevre, der zwischen 1892 und 1894 Minister für öffentliche Arbeiten (First Commissioner of Works) sowie im Anschluss von 1894 bis 1895 Minister für Kommunalverwaltung (President of the Local Government Board) war.
1898 trat er als Second Lieutenant des 3. Bataillons des Milizinfanterieregiments von Hampshire (Hampshire Regiment) in die British Army ein. 1899 wurde er zum Lieutenant und 1902 zu Captain befördert, 1902 wechselte er als Captain zum 3. Bataillon des Linieninfanterieregiments Gordon Highlanders. 1903 schied er aus dem Armeedienst aus.

### Oberhausmitglied,Lord-in-Waiting, stellvertretender Oberhaussprecher undChief Whip
Beim Tod seines Vaters erbte George Hamilton-Gordon am 30. Januar 1912 dessen Adelstitel als 2. Baron Stanmore, wodurch er bis zu seinem Tode 1957 Mitglied des Oberhauses (House of Lords) war. Am 8. Februar 1915 wurde er im Kabinett Asquith I Lord-in-Waiting und bekleidete dieses Amt auch in der zweiten Regierung Asquith (25. Mai 1915–5. Dezember 1916) sowie in der Regierung Lloyd George (5. Dezember 1916 bis 19. Oktober 1922). Er war 1916 erstmals stellvertretender Sprecher des Oberhauses (Deputy Speaker of the House of Lords), er wurde als Knight of Justice des Order of Saint John (KJStJ) ausgezeichnet und engagierte sich zwischen 1921 und 1922 als Generalsekretär des Order of Saint John. Er fungierte ferner von 1921 bis 1937 als Schatzmeister des Londoner Lehrkrankenhauses St Bartholomew’s Hospital. Für seine Verdienste wurde er 1922 zum Commander des Royal Victorian Order (CVO) ernannt.
1923 wurde Lord Stanmore Parlamentarischer Geschäftsführer (Chief Whip) der Fraktion der Liberal Party im Oberhaus und bekleidete diese Funktion 21 Jahre lang bis 1944. Für seine Verdienste wurde er am 3. Juni 1930 auch zum Knight Commander des Royal Victorian Order (KCV) erhoben. Ferner wurde er am 10. Juni 1932 zum Mitglied des Geheimen Kronrates (Privy Council) ernannt. Er war zwischen 1944 und 1946 noch einmal stellvertretender Sprecher des Oberhauses. Da er unverheiratet war und ohne Nachkommen verstarb, erlosch bei seinem Tode der Titel des Baron Stanmore.